# Rikard Winsnes
Rikard Lars Winsnes (* 11. Juli 1968) ist ein schwedischer Schachspieler.
1983 gewann Rikard Winsnes vor Ferdinand Hellers und Slavko Cicak das Manhem Open in Göteborg. Die schwedische U20-Meisterschaft konnte er 1985 in Uppsala gewinnen. Beim Göteborg Open 2003 teilte er sich den Sieg mit Björn Ahlander.
Vereinsschach spielt er für die SS Manhem aus Göteborg, mit der er jahrelang in der Elitserien spielte, der höchsten Liga der schwedischen Mannschaftsmeisterschaft (Allsvenskan). 2003 wechselte er für kurze Zeit zur Skara SS, kehrte aber zur Saison 2006/07 wieder zu Manhem zurück. Am Spitzenbrett von Manhem nahm er am European Club Cup 1995 in Ljubljana teil.
Die notwendige Normenanzahl für den Titel Internationaler Meister hatte er 1990 erreicht, er musste jedoch mehrere Jahre auf die Verleihung warten, da er erst im Juli 1993 die erforderliche Elo-Zahl von 2400 erreicht hatte. Seine Elo-Zahl beträgt 2364 (Stand: Oktober 2021), seine bisher höchste war 2409 von Mai 2011 bis April 2012.

## Veröffentlichungen
- Engelskt – ett komplett system för svart mot 1. c4. Eigenverlag, Landvetter 1999 (überarbeitete Neuauflage 2004).